# Species Filicum
Species Filicum (abreviado Sp. Fil.) fue una revista ilustrada con descripciones botánicas que fue editada en Londres por William Jackson Hooker. Publicó 5 números en los años 1844-1864.